# Cidade Davao
Cidade Davao é uma cidade de primeira classe de renda da cidade na província Região de Davau, nas Filipinas. De acordo com o censo de 1 maio  de  2020 possui uma população de 1 776 949 pessoas e 476 278 domicílios.